# Vrijgezellendag
Vrijgezellendag of Guanggun Jie (Vereenvoudigde Chinese karakters 
光棍节; pinyin: Guānggùn Jié; Wade–Giles: Kuang-kun chieh;letterlijk: 'enkelvoud' feestdag) is een populaire feestdag bij Chinese jongeren die er trots op zijn dat ze vrijgezel zijn en dat willen vieren. Het festival gaat door op 11 november (11/11) omdat het nummer één symbool staat voor alleen zijn. De feestdag is geleidelijk aan een van de grootste online winkeldagen geworden, met verkoopcijfers op de AliBaba sites Tmall en TaoBao van 5,8 miljard dollar in 2013, 9,3 miljard dollar in 2014, meer dan 14,3 miljard dollar in 2015 en meer dan 17,5 miljard dollar in 2016.

## Oorsprong
Vrijgezellendag of Singles' Day is ontstaan in 1993 in de Universiteit van Nanking en werd initieel gevierd in verschillende universiteiten van de staat in de jaren 90. De dag kreeg de naam Vrijgezellendag dankzij de vier enen in de datum. Toen de studenten afstudeerden zetten ze de traditie verder in het maatschappelijke leven. Sindsdien heeft de feestdag veel online populariteit gekregen en wordt zelfs gevierd door jongeren buiten China.
Vrijgezellendag biedt alleenstaanden de kans om met vrijgezelle vrienden te vieren. Hoewel er initieel enkel jonge mannen bij betrokken waren- vandaar de naam 'Bachelor's Day', wordt de dag nu ook gevierd door vrouwen. Er worden blind dates gehouden om vrijgezellen de kans te geven een relatie te hebben, en sommige scholen organiseren zelfs speciale bijeenkomsten om de dag te vieren. Hierdoor is het zelfbeklag en de overdreven bescheiden houding die bij vrijgezelle universiteitsstudenten vaak voorkwam verminderd en heeft de viering een positievere connotatie gekregen.
11 november 2011 (11-11-2011) werd tot 'Vrijgezellendag van de Eeuw' gedoopt, door de zes enen in de datum in plaats van vier, en er werd dan ook uitbundiger gevierd. China werd overweldigd door speciale winkelacties en promoties. Ondanks het feit dat de dag eigenlijk bedoeld is om het vrijgezel-zijn te vieren, gebruiken veel Chinese jongeren het festival als een opportuniteit om een partner te vinden. Daarbij focussen de Chinese media zich op die dag vooral op liefde-gerelateerde onderwerpen.
Er bestaan twee theorieën over het ontstaan van Vrijgezellendag:
1. de 'slaapzaalcultuur' van de Universiteit van Nanking. Dit is waarschijnlijk de meest aanvaardbare ontstaanstheorie van de feestdag, waarbij vier studenten van de universiteit in de zogenaamde Mingcaowuzhu – of slaapzaal voor 'alle alleenstaande mannen' – tot laat in de nacht ideeën uitwisselden over hoe ze aan een vriendin konden geraken. Zo kwamen ze op het idee om op 11 november activiteiten te organiseren die al gauw door heel wat andere universiteiten in Nanking werden overgenomen, en later zelfs in andere staten. Nadat de studenten afgestudeerd waren, trokken ze de traditie door naar de maatschappij en werd ze steeds populairder dankzij het grote aantal vrijgezellen en de krachtige invloed van de media.
2. een liefdesverhaal. Een jonge man, Mu Guang Kun genaamd, geboren op 11 november 1970, werd al op de lagere school 'Guang Gun' genoemd vanwege zijn opvallende naam. Tijdens zijn tweede jaar aan de Universiteit van Nanking begon hij een relatie met een meisje, die al snel eindigde doordat ze aan kanker overleed. Op de dag van haar dood ging de jonge student naar de hoogste verdieping van de universiteit, stak hij kaarsen aan en speelde hij op een fluit, waarna hij nooit meer dezelfde persoon was. Op zijn verjaardag in zijn laatste jaar aan de universiteit werd hij hierbij vergezeld door zijn vrienden en sindsdien werd de droevige gebeurtenis bekend aan de Universiteit van Nanking. Zijn verjaardag werd het 'Guang Gun Festival' genoemd.

## Symboliek
De datum wordt geassocieerd met de volgende symboliek:
- "1": het "1" teken staat symbool voor een eenzaat, een individu.
- 2x "1": twee individuen die elkaar vinden en samen zijn aan één kant van de datum (11.11)
- 2x(2X"1"): twee en meer verschillende koppels, die elk bestaan uit twee individuen die elkaar op de speciale dag vinden, worden gevierd.

## Viering
Het aantal huwelijksvieringen in Hong Kong en Beijing bereikte op 11 november 2011 een ongekende hoogtes. De vier 'enen' in de datum betekenen niet enkel 'vrijgezel', maar staan ook symbool voor 'de enige voor mij', en worden dan ook vaak gebruikt als liefdesverklaring tussen koppels.
Door de groeiende populariteit van de feestdag hebben bedrijven ervan geprofiteerd om jonge consumenten, restaurants, Karaoke's en winkelcentra aan te trekken. Zo verkocht het Chinese winkelcentrum TaoBao voor wel 19 miljard CNY (of 3 miljard Amerikaanse dollar) aan producten op 11 november 2012.

## Handelsmerken
De Chinese term "双十一", wat 'Dubbel 11' betekent, werd op 28 december 2012 een handelsmerk van de Chinese AliBaba Group, met als registratienummers 10136470 en 10136420. In oktober 2014 dreigde AliBaba ermee een rechtsvervolging te ondernemen tegen de mediabedrijven die reclame aanvaardden van concurrenten die dezelfde term gebruikten.